# Ukelei

Handgroßer, adulter Ukelei

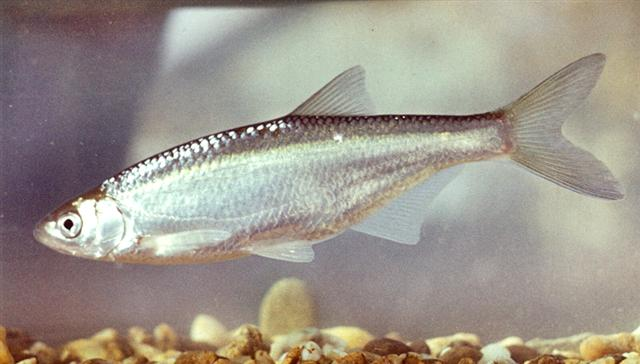
Ukelei in einem Aquarium

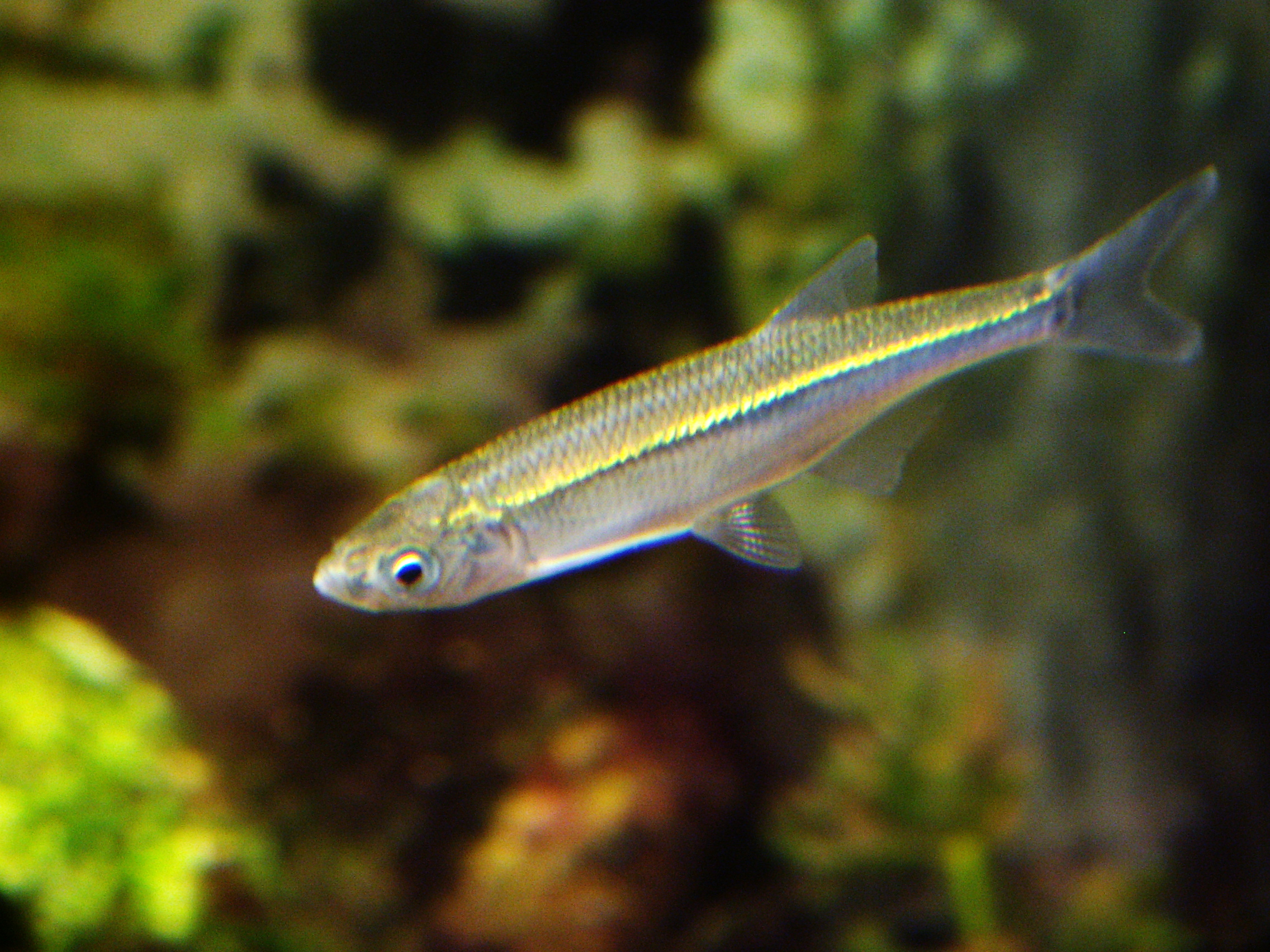
Jungfisch

Der Ukelei (Alburnus alburnus, Synonym: Cyprinus alburnus), auch Ablette, Laube, Zwiebelfisch oder Laugele (Bodensee) genannt, gehört zu der Unterfamilie Alburninae der karpfenartigen Fische (Cyprinidae).

## Merkmale
Er hat einen schlanken Körper mit seitlich abgeflachtem Schwanzstiel. Lauben werden 12 bis 15 Zentimeter lang, selten bis 25 Zentimeter. Das Maul ist stark oberständig (die Mundspalte ist steil nach oben gerichtet). Der Ukelei besitzt Schlundzähne, das heißt, auf jedem Schlundknochen sitzen zwei Reihen Zähne, von denen die äußere Reihe zwei und die innere Reihe fünf Zähne trägt. Der Rücken zeigt eine grün-graue bzw. blau-grüne Farbe, Seiten und Bauch haben einen silbernen Glanz. Die Flossen sind etwas dunkler als der Rücken. Die Afterflosse liegt unmittelbar unter der Rückenflosse. Die Anzahl der Schuppen auf der Seitenlinie beträgt 45–54. Eine Besonderheit des Ukeleis ist, dass die Schuppen sehr locker in der Haut sitzen und deshalb leicht verloren gehen.

## Lebensraum
Lauben leben in größeren Schwärmen in Seen und langsamen Fließgewässern von der Barbenregion bis in die Brachsenregion, aber auch im Brackwasser der Ostsee sind sie heimisch.
Sie kommen von der Wolga bis Westeuropa vor, sind in Irland, Schottland und Skandinavien anzutreffen.

## Lebensweise
Der Ukelei ernährt sich von Plankton und Insekten der Wasseroberfläche.
Lauben laichen von April bis Juni im Flachwasser ab. Sie kleben den Rogen an Steine, Unterwasserpflanzen, überschwemmtes Gras und an verrottendes Holz.

## Weitere Arten
Eine weitere Art ist der Weiße Ukelei (Alburnus albidus), der im Mittelmeerraum, vor allem im adriatischen Raum, vorkommt.

## Nutzung
Als einer der häufigsten Weißfische war die Laube früher ein beliebter Speisefisch. Er wurde zum Beispiel in der Gegend des Neusiedler Sees als Steckerlfisch gegrillt als regionale Spezialität vermarktet, bevor er in den 1970er Jahren durch importierte Makrelen ersetzt wurde. Wegen seiner vielen, kleinen Gräten wird er in neuerer Zeit kaum noch vom Menschen verzehrt, die Besinnung auf autochthone Küche führt aber dazu, dass die Laube wieder in Spezialitätenrestaurants angeboten wird. Die Fischart eignet sich hervorragend als Köderfisch beim Zander- und Rapfenangeln.
Aus den Schuppen der „Silberfische“, wie der Ukelei (ein Schuppfisch) auch genannt wurde, wurde früher Fischsilber gewonnen, unter anderem um daraus künstliche Perlen herzustellen.

## Ökologische Bedeutung
Der Ukelei spielt eine wichtige Rolle im aquatischen Ökosystem, insbesondere als Nahrung für Raubfische und Wasservögel. Arten wie Hecht, Zander, Rapfen und große Barsche nutzen die kleinen, silbrig glänzenden Fische als bevorzugte Beute. Durch ihre Schwarmverhalten tragen Ukeleis zur Regulierung von Fischpopulationen bei, indem sie das Fressverhalten von Raubfischen beeinflussen.
Als Planktonfresser nehmen sie außerdem eine zentrale Position in der Nahrungskette ein. Indem sie Zooplankton und kleine Insektenlarven fressen, regulieren sie das Nahrungsangebot in Seen und langsam fließenden Gewässern. In stark eutrophierten Gewässern kann der Ukelei in großen Mengen auftreten und so indirekt zur Bestandsregulierung von Algen beitragen, indem er Planktonfresser wie Wasserflöhe dezimiert.

## Gefährdungssituation
Die Weltnaturschutzunion IUCN führt den Ukelei aufgrund der weiten Verbreitung und nicht bekannter Bedrohungen in der Roten Liste gefährdeter Arten als derzeit nicht gefährdet (Least Concern).